# Demàrat d'Esparta
Demàrat (Demaratos, Δημάρατος) va ser rei euripòntida d'Esparta en una data cap a l'any 510 aC fins a aproximadament el 491 aC. Era fill del rei Aristó d'Esparta. Aquest s'havia casat dues vegades i no havia tingut fills i estant viva la seva segona dona, per un engany, li va prendre la dona al seu amic Aget amb la que va tenir un fill que fou Demàrat, que sembla que en realitat era fill d'Aget (el mateix Aristó va contar els mesos i va dir que el fill no podia ser seu quan va néixer), però que va acceptar com a propi.
Pausànias diu que juntament amb Cleòmenes I va expulsar del poder a Hípias. Plutarc uneix el seu nom a una guerra contra Argos. El seu regnat fou un continuat enfrontament amb el seu col·lega. Quan Cleòmenes va proposar envair Àtica, Demàrat va posar tota mena de dificultats i en arribar l'exèrcit a Eleusis, va seguir l'exemple dels corintis i va refusar seguir. Com que altres aliats també es van retirar Cleòmenes va haver de renunciar a l'expedició. El 491 aC es va produir la intriga d'Egina quan els caps eginetes van refusar obeir les seves ordres per no estar present el seu col·lega. Demàrat, que segurament havia instigat als eginetes a prendre aquesta decisió. Cleòmenes va demanar ajut al pròclida Leotíquides (enemic de Demàrat que li havia arrabassat a la seva novia Parcala, filla de Quiló) i al·legant una decisió de l'oracle de Delfos donada per la pítia Periala, van declarar deposat a Demàrat. El rei va anar a Elis, a Zacint i després a Pèrsia on fou ben rebut per Darios I el Gran i és possible que acompanyés als perses en la seva expedició a Grècia en l'esperança de ser restaurat. Pausànias diu que la seva família va romandre a Àsia per molt de temps i Xenofont esmenta als seus descendents Eurístenes i Procles, que eren senyors de Pèrgam, Teutrània i Ilalisarna, que el rei persa havia donat al seu ancestre. Procles es va casar amb una filla d'Aristòtil quan aquest va anar a Atarneu i va tenir amb ella dos fills, Procles i Demàrat.